# Virginia Slims of St. Louis
Il Virginia Slims of St. Louis è stato un torneo femminile di tennis che si disputava a St. Louis negli USA su campi in cemento.

## Albo d'oro

### Singolare
| Anno | Campionessa     | Finalista       | Punteggio     |
| ---- | --------------- | --------------- | ------------- |
| 1973 | Rosemary Casals | Karen Krantzcke | 6–4, 6–7, 6–0 |

### Doppio
| Anno | Campionesse                     | Finalista                    | Punteggio |
| ---- | ------------------------------- | ---------------------------- | --------- |
| 1973 | Mona Guerrant / Karen Krantzcke | Betty Stöve / Pam Teeguarden | 6–4, 7–6  |